# شاخ‌قوچی‌سانان
شاخ‌قوچی‌سانان (نام علمی: Ammonitida) نام یک راسته از زیررده شاخ‌قوچی است.